# Leselidze
Leselidze est une ville située sur les bords de la mer noire en Abkhazie, une région séparatiste de Géorgie.